# 小笠原村営バス
小笠原村営バス（おがさわらそんえいバス）は、東京都小笠原村が運行する自治体バス（コミュニティバス）。村役場のある父島内で運行している。2000年12月27日から運行開始した。 
車両は小笠原村が3台保有し、小笠原観光有限会社（旧：父島タクシー）へ運行委託している。

## 概要
村民の島内の移動手段の確保、地域福祉の増進、来島者の島内の移動手段を確保することを目的として運行している。
小笠原村内唯一の公共交通機関である。父島にはタクシーはあるが、村内のもう一つの有人島である母島にはバス・タクシーともなく、有償運送事業者があるのみである。
路線は、扇浦線と大村 - 奥村循環線の2つの系統があり、扇浦線は父島の集落地区（西町 - 東町 - 清瀬 - 奥村）と集落外（境浦 - 扇浦 - 小曲 - 北袋沢 - 小港）を結ぶ往復路線として、循環線は集落地区を周る循環路線として運行している。循環線は海沿いから回る「ブルーライン」と、内陸部から回る「オレンジライン」の2系統の周回に分けられる。
運行本数は、平日の場合、扇浦線は7時から18時までおおむね1時間に1便の間隔で運行している。循環線は、ブルーラインが1日3便、オレンジラインが1日2便を運行している。バスの運用上、循環線「ブルーライン」（約15分）→扇浦線（往復約30分）→循環線 ｢オレンジライン」（約15分）というコースで順次運行している。休日は、8時から18時までの運行で、平日より運行本数が少なくなる。また、年末年始などの観光客が多くなる時期には、臨時便が増便されることがある。
バス運転手や事務員の制服にはアロハシャツを採用している。
利用状況は2007年の統計では、年間輸送人員は27,689名（76名/日）であった。収益額は年間370万円、運行経費は1912万円で、赤字差額1542万円は小笠原村が負担している。

## 運賃・乗車券類
運賃は全区間均一で大人200円・小児100円。各種割引規定あり。小笠原村民については、身体障害者手帳（1 - 3級）、愛の手帳、精神障害者手帳の提示で無料、身体障害者手帳（4 - 6級）の提示で半額となる。村営バス内で無料乗車券を発行しており、以降は無料乗車券の提示で乗車できる。また、無料乗車券または手帳を提示した乗客1名につき1名の介添者は料金が半額となる。小笠原村民以外については、身体障害者手帳、愛の手帳、精神障害者手帳の提示で半額となる。また、手帳を提示した乗客1名につき1名の介添者は料金が半額となる。
専用一日乗車券が発売されており、運賃は全区間均一で大人500円・小児250円。

## 現行路線

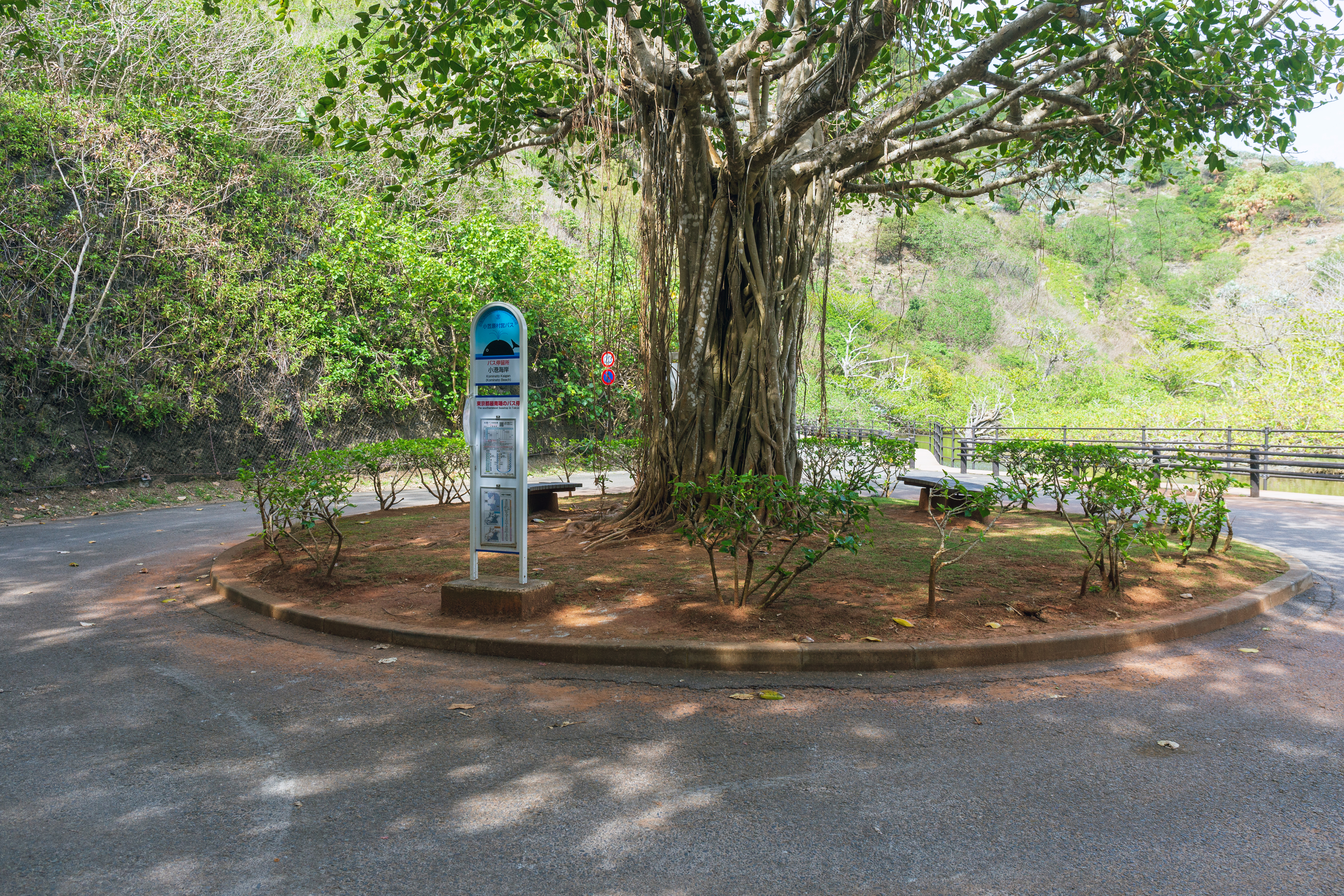
バス停の例（小港海岸）

### 扇浦線
平日で10往復、休日で8往復運転されている。起点は村役場前で、小港海岸で折り返し、往路の逆順路で往復している。清瀬交差点から小港海岸までの区間は停留所以外でも乗り降り自由となっている。
- 村役場前 - 青灯台入口 - 船客待合所 - 清瀬交差点 - 地域福祉センター - 奥村 - 境浦海岸 - 扇浦海岸 - 交流センター - 農業センター - 小港海岸

扇浦線が通る二見湾は夕焼けが美しいことから、夕方の便についてはサンセットバスと呼び、サンセットスポットの案内を出して観光客向けPRを実施している。

### 循環線ブルーライン
平日は3便、休日は1便のみの運行となっている。起点は村役場前で、集落地区を海沿いから巡回していく。清瀬交差点から西町までの区間は停留所以外でも乗り降り自由となっている。
- 村役場前 - 青灯台入口 - 船客待合所 - 清瀬交差点 - 地域福祉センター - 奥村運動場 - 奥村 - 地域福祉センター - 清瀬交差点 - 診療所 - 二見台新都住 - 清瀬西 - 清瀬 - 清瀬西 - 宮之浜入口 - 小中学校裏 - 三日月山入口 - 西町 - 村役場前

### 循環線オレンジライン
平日は2便、休日は1便のみの運行となっている。起点は村役場前で、集落地区を内陸部から巡回していく。西町から清瀬交差点までの区間は停留所以外でも乗り降り自由となっている。
- 村役場前 - 西町 - 三日月山入口 - 小中学校裏 - 宮之浜入口 - 清瀬西 - 清瀬 - 清瀬西 - 二見台新都住 -  診療所 - 清瀬交差点 - 地域福祉センター - 奥村 - 奥村運動場 - 地域福祉センター - 清瀬交差点 - 船客待合所 - 青灯台入口 - 村役場前

## 車両

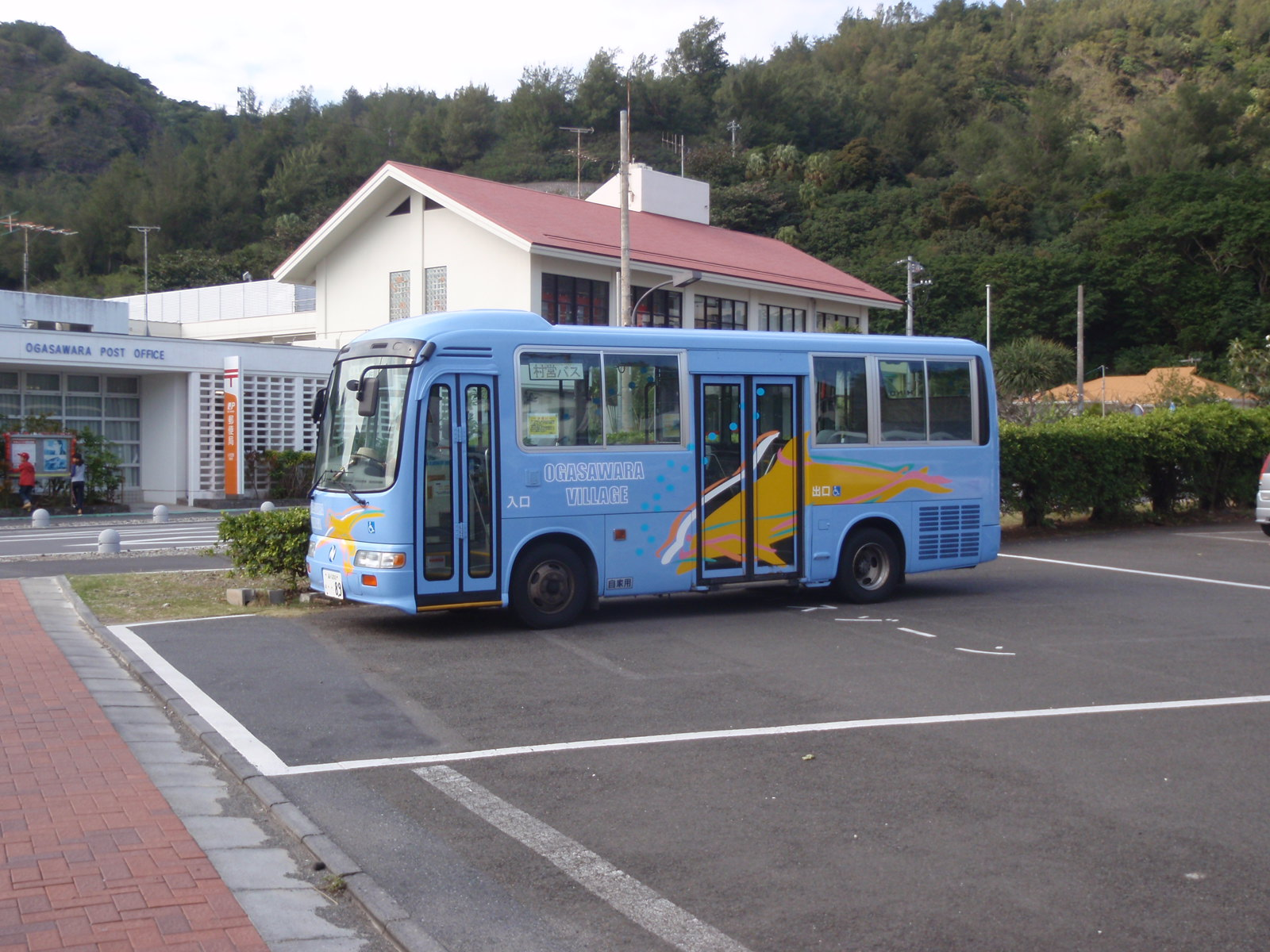
運行開始時に導入された1号車、日野・リエッセ（品川200は89、ステップリフトバス）。2021年除籍。

小笠原村が保有する自家用バス（白ナンバー）車両を使用する。バス車体はブルー地に黄色を基調とするカラフルなデザインで、クジラ・イルカ・カメ・アホウドリなどの小笠原の名物がプリントされたラッピングバスである。

### 車両の変遷
専用車両として、2000年の運行開始時に日野・リエッセが2台導入され、1台は車椅子用ステップリフトバス、1台はリフトなし（中折戸）であった。翌2001年にはリエッセのステップリフトバスが1台増車された。2010年2月にリエッセと日野・ポンチョ（2ドアロングボディ、MT車、品川200は330）が1台ずつ導入され、運行開始時に導入されたリエッセ2台を置き換えた。
2015年にはトヨタ・ハイエースが初めて導入され、2001年に増車されたリエッセを置き換えた。
2021年12月30日、新車のポンチョ（2ドアロングボディ、AT車）が導入され、導入年にちなみ希望ナンバー「2021」を取得した。ポンチョは2010年2月に導入された1台と合わせて2台となった。これにより2010年に導入したリエッセも置き換えられ。リエッセは全車除籍となった。

### 車種
現行車両
- 日野・ポンチョ：2台[8]。小型ノンステップバス（2ドアロングボディ）。
- トヨタ・ハイエース：1台（品川200さ1230）[8][10][11]

過去の車両
- 日野・リエッセ[7]
  - 2010年1月時点で3台が在籍[3][12]。うち2台は車椅子用ステップリフトバスで定員36名[3]、1台はリフトを装備せず定員38名[3]であった。

  1. 品川200は89：KK-RX4JFEA、ステップリフトバス。2000年（平成12年）導入。2010年2月除籍。
  2. 品川200は90：KK-RX4JFEA、リフトなし（中折戸）[13]。2000年（平成12年）導入。2010年2月除籍。
  3. 品川200は99：KK-RX4JFEA、ステップリフトバス[10]。2001年（平成13年）導入[10]。2015年4月除籍、ハイエースへ代替[10]。
  4. 品川200は331：BDG-RX6JFBA、ステップリフトバス[9]。2010年（平成22年）2月導入[9]。2021年1月除籍、ポンチョへ代替[8]。